# Alejandro Trujillo
Alejandro Magno Trujillo Obreke (* 26. März 1952 in Estación Central, Santiago de Chile; † 6. Januar 2020 in Santiago de Chile) war ein chilenischer Fußballspieler. Der Offensivspieler absolvierte drei Länderspiele für die Nationalmannschaft und gewann auf Vereinsebene eine Meisterschaft.

## Karriere

### Verein
Alejandro Trujillo, auch unter dem Spitznamen El Turco bekannt, begann als Straßenfußballer im Stadtteil Estación Central der Hauptstadt Santiago de Chile. Durch sein Talent kam er in die Jugend von CD Universidad Católica, blieb dort aber nur kurze Zeit und ging nach dem Umzug der Familie nach Conchalí zu Unión Española.
Bei dem Klub spanischer Einwanderer schaffte er den Sprung in das Profiteam, in dem er 1970 als 17-Jähriger debütierte. Doch nach Unstimmigkeiten mit Trainer Néstor Isella fand sich Trujillo immer häufiger auf der Bank wieder, was zu seinem Wechsel zu CD O’Higgins 1973 führte. Beim Verein aus Rancagua hatte der Offensivakteur einen enormen Leistungssprung und schoss in seiner ersten Saison 16 Ligatore. Auch 1974 traf Trujillo 14-mal, wettbewerbsübergreifend sogar 24-mal. 1975 kam der auf der rechten Offensivseite eingesetzte Spieler zurück zu Unión Española, mit dem er die Meisterschaft 1975 gewann. Bei der Copa Libertadores 1975 erreichte der Klub das Finale gegen den argentinischen Rekordsieger CA Independiente. Dort unterlagen die Chilenen in drei Finalspielen. Trujillo stand in allen drei Partien auf dem Feld. Im Halbfinalrückspiel erzielte Trujillo den wichtigen Ausgleich gegen Universitario de Deportes, der Unión Española ins Finale brachte.
Seine letzten beiden Karrierejahre verbrachte Alejandro Trujillo bei Audax Italiano. Trujillo starb im Januar 2020 in einer Klinik in Santiago de Chile.

### Nationalmannschaft
In der chilenischen Nationalmannschaft gab Alejandro Trujillo im August 1972 beim Freundschaftsspiel gegen Mexiko unter Rudi Gutendorf sein Debüt. Im November 1974 spielte er in der Copa Carlos Dittborn 1974 das Hin- und Rückspiel gegen Argentinien. Er kommt somit auf insgesamt drei Länderspiele.

## Erfolge
Unión Española
- Chilenischer Meister: 1975